# Soten, Västergötland
Soten är en sjö i Herrljunga kommun i Västergötland och ingår i Viskans huvudavrinningsområde. Sjön har en area på 0,252 kvadratkilometer och ligger 199,4 meter över havet. Sjön avvattnas i syd mot Fänneslundaån.

## Delavrinningsområde
Soten ingår i det delavrinningsområde (642017-134293) som SMHI kallar för Mynnar i Marsjön. Medelhöjden är 224 meter över havet och ytan är 50,67 kvadratkilometer. Det finns ett avrinningsområde uppströms, och räknas det in blir den ackumulerade arean 59,55 kvadratkilometer. Örbäck som avvattnar avrinningsområdet har biflödesordning 2, vilket innebär att vattnet flödar genom totalt 2 vattendrag innan det når havet efter 115 kilometer. Avrinningsområdet består mestadels av skog (68 %), öppen mark (11 %) och jordbruk (15 %). Avrinningsområdet har 0,83 kvadratkilometer vattenytor vilket ger det en sjöprocent på 1,6 %.

## Galleri

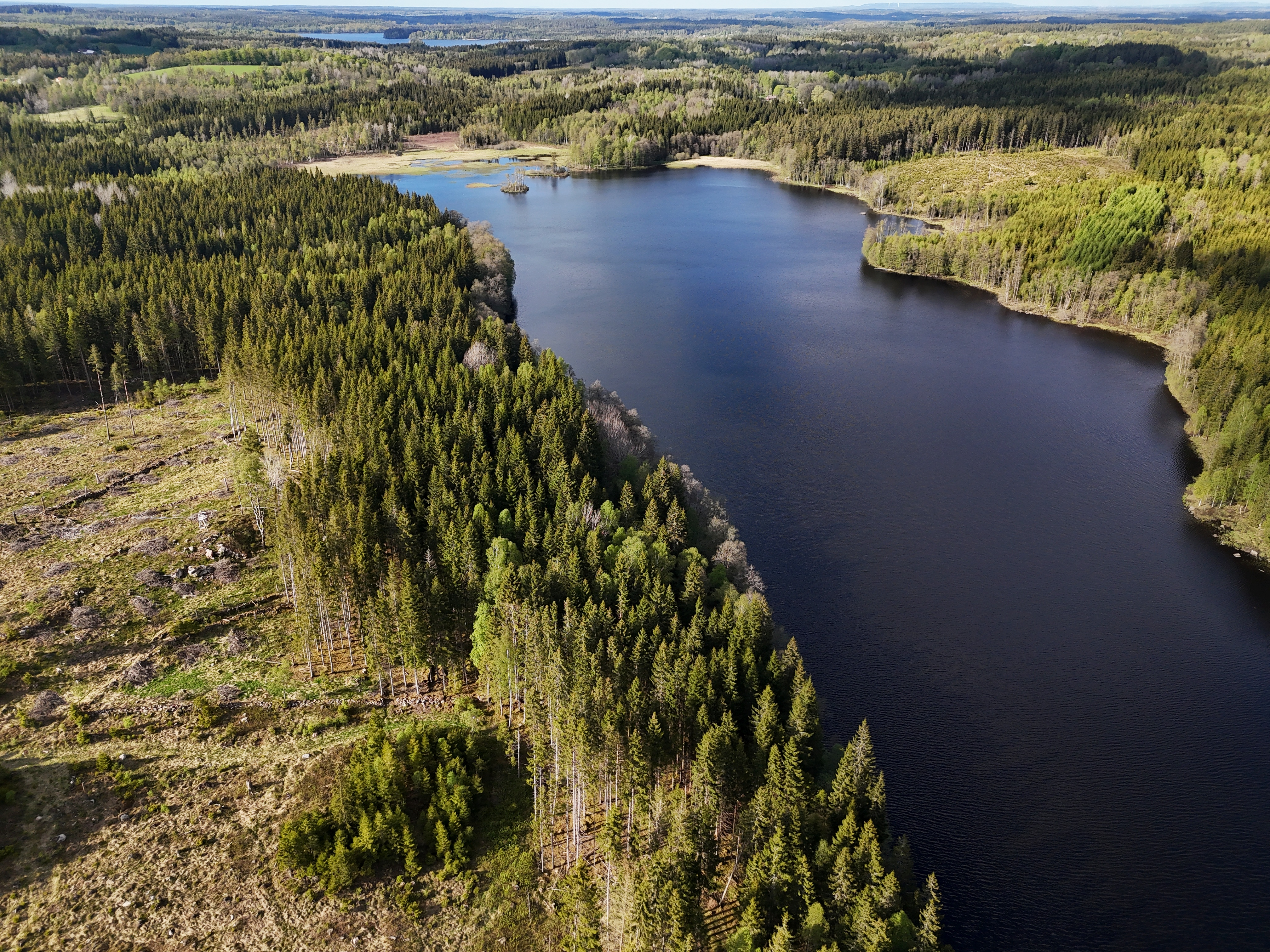
Soten åt norr
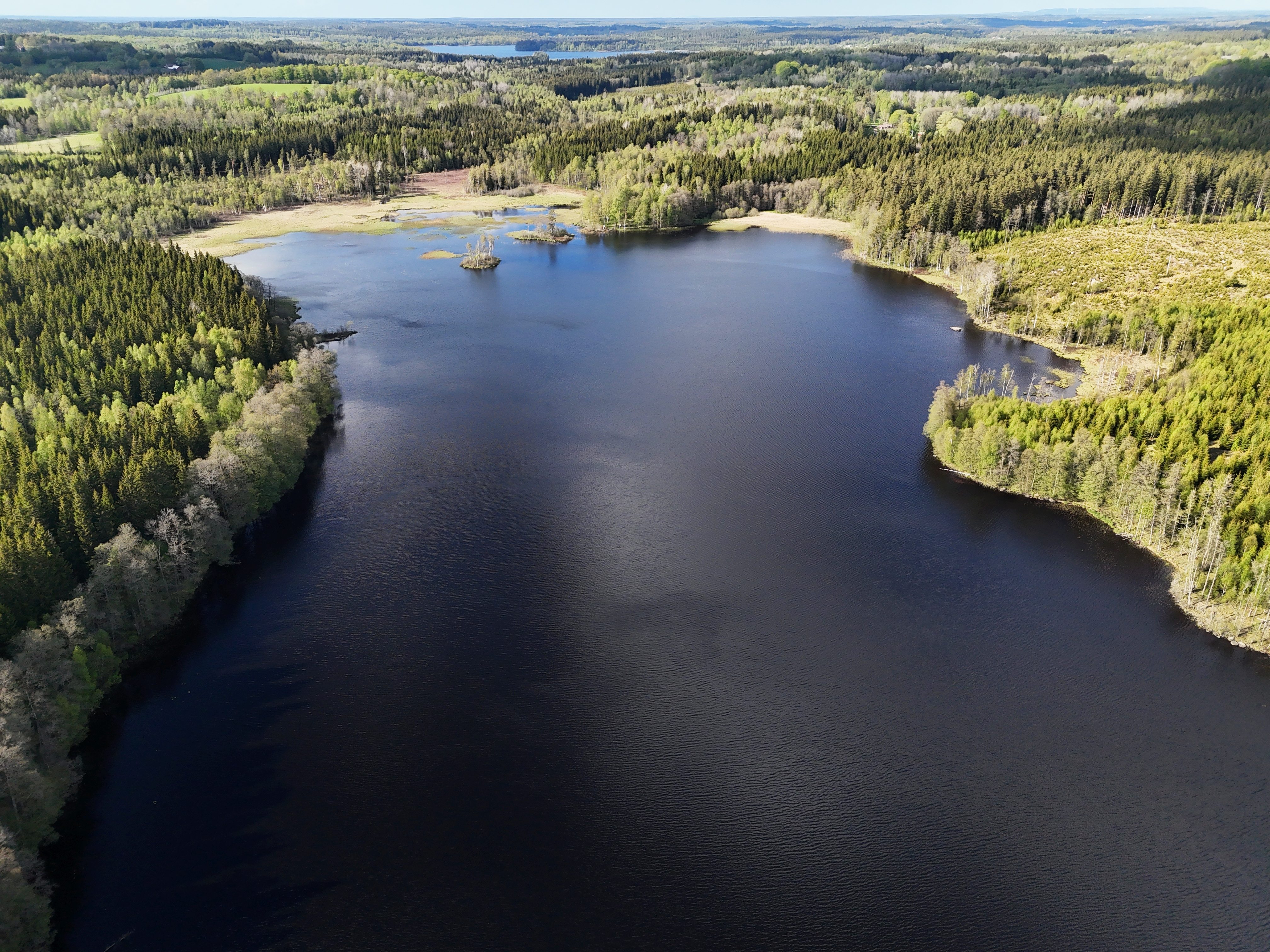
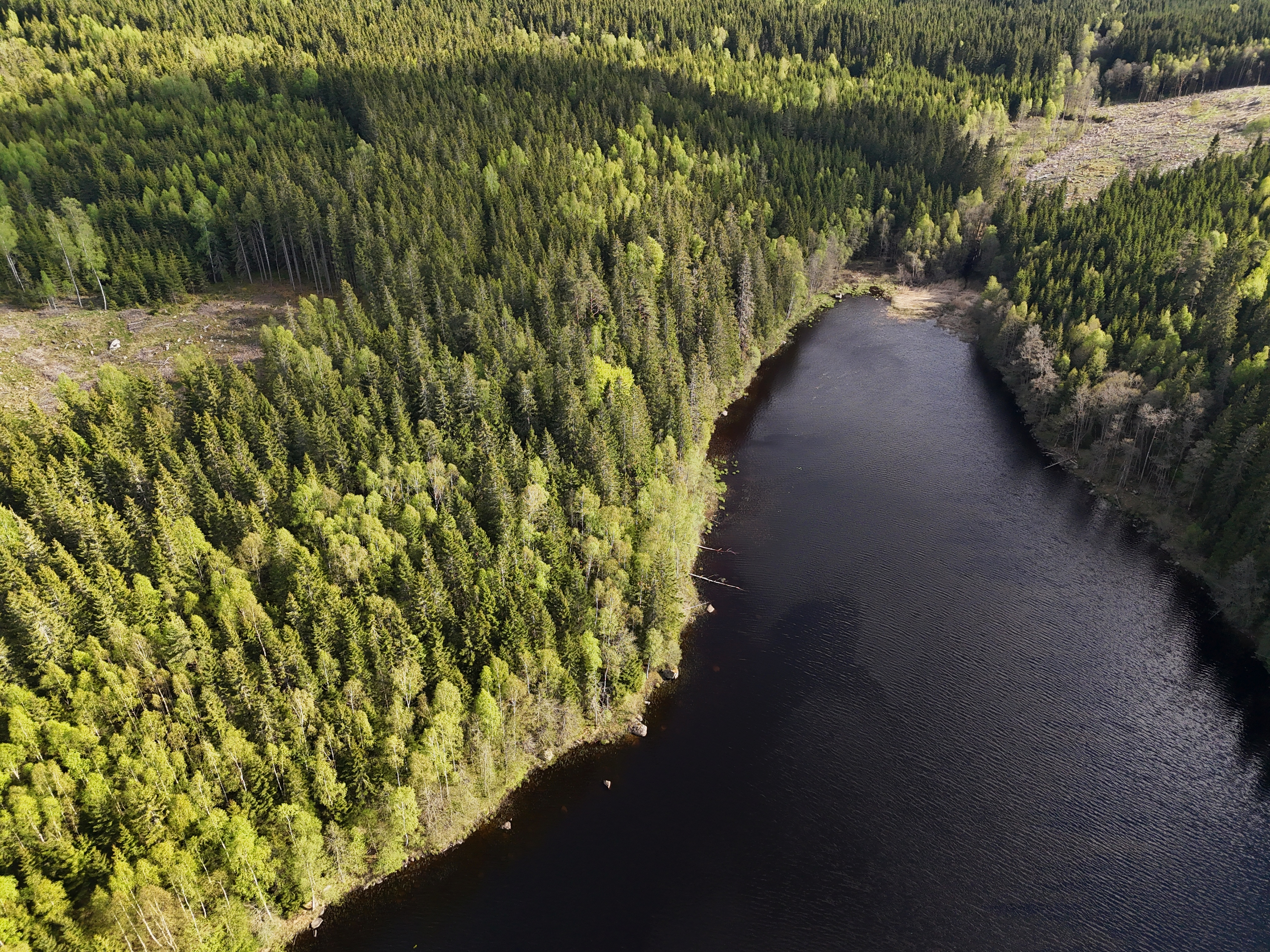
Sotens sydspets där sjöns utflöde ligger.